# 贝昂库尔
贝昂库尔（法語：Béhencourt，法語發音：[beɑ̃kuʁ]）是法国上法蘭西大區索姆省的一个市镇，属于亚眠区。

## 地理
贝昂库尔（49°58'29"N, 2°27'10"E）面积7.06 平方千米，位于法国上法蘭西大區索姆省，该省份为法国北部沿海省份，北起加来海峡省和北部省，西接滨海塞纳省和大西洋英吉利海峡，南至瓦兹省，东临埃纳省。
与贝昂库尔接壤的市镇（或旧市镇、城区）包括：巴沃兰库尔、拉乌索耶、拜济约、阿吕河畔博库尔、弗朗维莱尔、弗雷尚库尔、阿吕河畔蒙蒂尼、蓬努瓦耶勒。

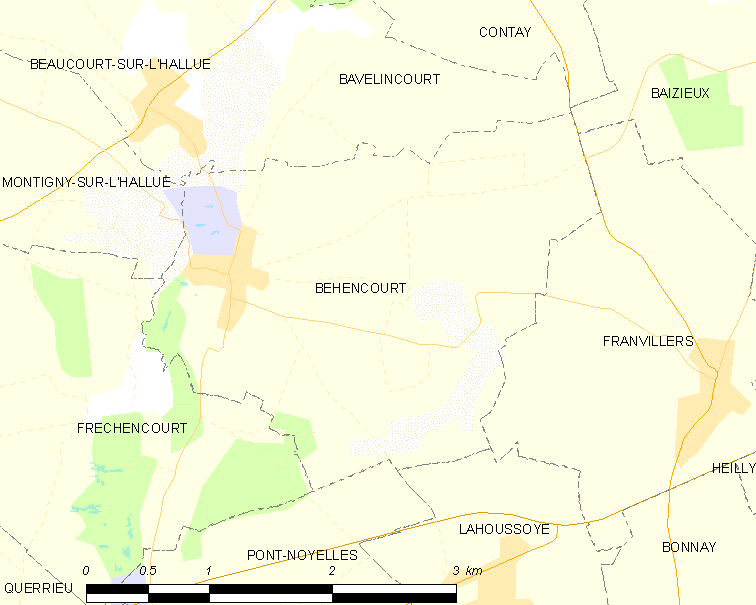
贝昂库尔的OSM定位图

贝昂库尔的时区为UTC+01:00、UTC+02:00（夏令时）。

## 行政
贝昂库尔的邮政编码为80260，INSEE市镇编码为80077。

## 政治
贝昂库尔所属的省级选区为科尔比县。

## 人口

1962-2008年间贝昂库尔人口变化图示

贝昂库尔于2022年1月1日时的人口数量为306人。